# Хаджи
Вижте пояснителната страница за други значения на Хаджи.
Хаджи (на гръцки: Χατζή) е планински рид, част от Пинд, в Гърция.
От Хаджи се открива прекрасна гледка към Какардица, Чумерка, Авго и Аграфа.
Изходен пункт за планината е село Месохора, което до 1928 г. е носело славянобългарското име Вищища.